# Heftalites
Els heftalites, també anomenats huns blancs, segons una teoria foren una horda turcomongola amb predomini mongol originada possiblement a les muntanyes Kin-chan (massís de l'Altai), des d'on haurien baixat a les estepes de l'antic Turquestan rus. Els perses en van dir haiatelites (hayathelites) i els xinesos ye-tai. El seu nom d'heftalites derivaria del clan reial de l'horda, el clan Hefta o Ye-ta. Els romans d'Orient els anomenaven huns blancs. Els heftalites apareixen també a vegades com a eftalites.

## Etimologia
Encara que l'Imperi heftalita es coneixia a la Xina com a Yanda (嚈噠), els cronistes xinesos reconeixien que això designava els líders de l'imperi. Les mateixes fonts documenten que la tribu principal s'anomenava Uar (滑). La variació xinesa moderna Yanda ha donat diverses versions llatinitzades com Yeda, encara que la pronunciació coreana corresponent, Yeoptal (Hangeul 엽달), és més compatible amb el grec Hephthal i és naturalment una forma més arcaica. El nom de l'elit heftalita governant, Hephthalite, sembla que es va aplicar a una de les 5 famílies dels Yuezhi de l'Imperi Kuixan segons algunes fonts.
Segons B. A. Litvinsky, els noms dels governants heftalites que utilitzaven en el Shahnameh són iranians. Segons Xavier Tremblay, un dels governants heftalites s'anomenava Khingila, que té la mateixa arrel que la paraula sogdiana xnγr i la paraula wakhi (una llengua pamiriana) xiŋgār, significa 'espasa'. El nom Mihirakula es pensa que s'obtindria de Mithra-kula, que és iranià per a 'la família de Sol', amb kula tenint la mateixa arrel que la paraula paixtu kul, 'família'. Toramna, es considera també que té un origen iranià. Consegüentment, en sànscrit, Mihirakula significaria la Kul ('família') de Mihira ('Sol'), encara que Mihira no és purament sànscrit, però és un préstec de l'iranià mitjà Mihr. Janos Harmatta dona la traducció 'iniciat en Mithra' i també dona suport a la teoria iraniana.

## Origen
Hi ha diferents teories del seu origen. Sens dubte, foren una confederació nòmada de l'Àsia central dels segles v i vi, però els seus orígens precisos i composició romanen obscurs. L'Imperi heftalita estava situat als territoris dels actuals Turkmenistan, Tadjikistan, Uzbekistan, el Kazakhstan, Afganistan, Pakistan, l'Índia i la Xina. El baluard del poder heftalita era Tokharistan en els pendents del nord de l'Hindu Kush, o sigui, l'actual Afganistan del nord-est. Els heftalites van derrotar repetidament l'Imperi Sassànida, l'imperi més poderós del període al seu sud-oest. Pel 479, els heftalites havien conquerit Sogdiana i havien conduït els kidarites cap a l'oest, i per 493 havien derrotat el kanat Turgesh i havien ocupat àrees de la Xina nord-occidental actual. Al final del segle v, els heftalites enderrocaven l'Imperi gupta al sud-est i conquerien una part gran de la seva àrea.

### Possible origen iranià

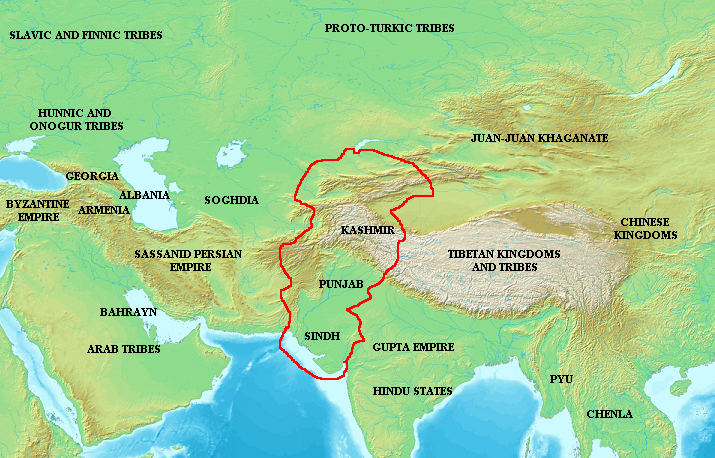
Mapa on es mostra l'extensió de les regions sota domini dels heftalites al voltant de l'any 520

Segons cròniques xineses, eren originàriament una tribu que vivia al nord de la gran Muralla Xinesa i eren coneguts com a Hoa o Hoa-tun. En la major part de llocs, s'anomenaven en general huns blancs; els grecs els coneixien com a hephthalites i els indis com els huns Sveta/Turushkas. Probablement parlaven una llengua iraniana oriental.

### Possible origen turc

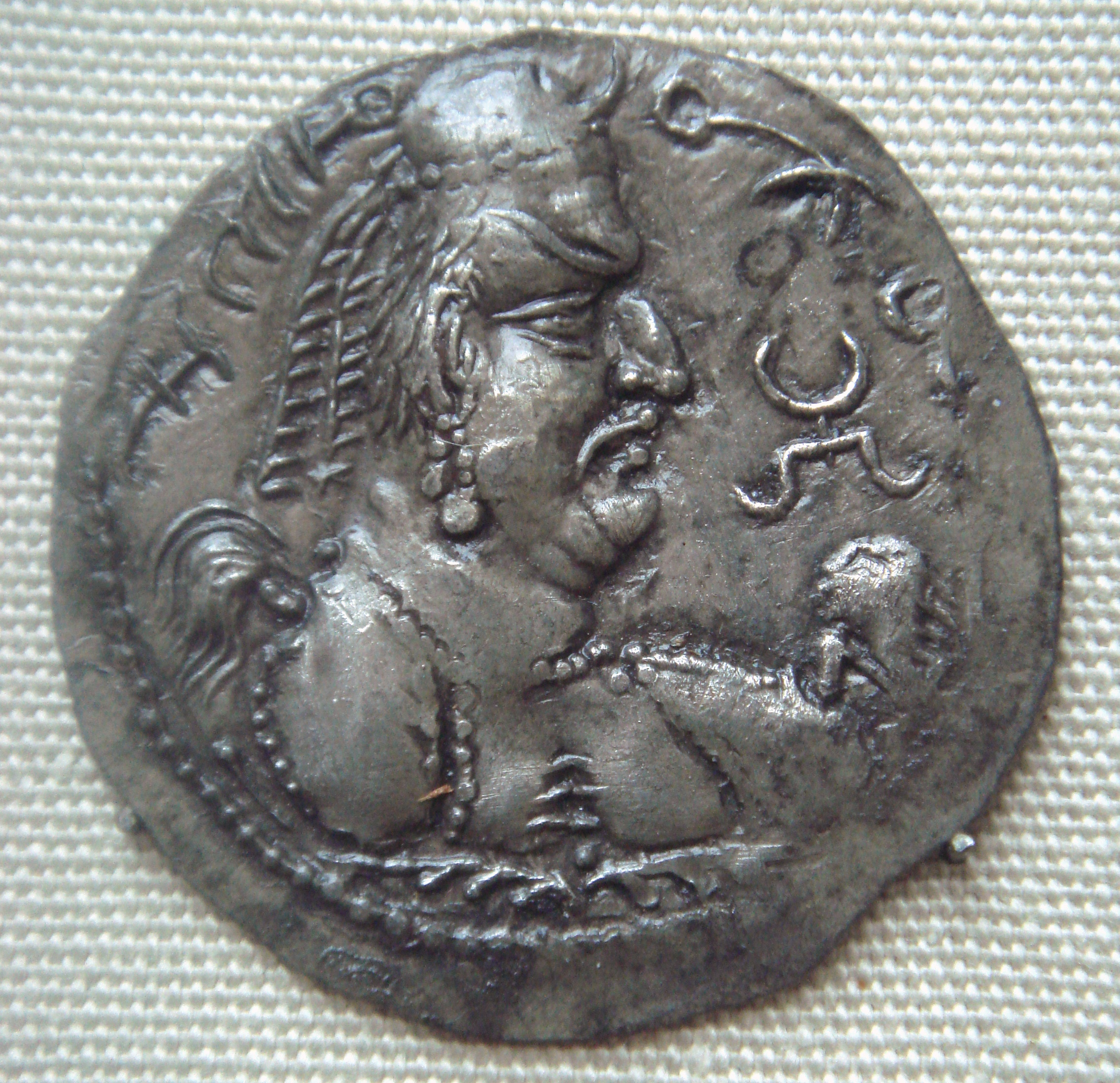
Moneda heftalita del rei Lakhana d'Udyana,, llegenda: "Raja Lakhana (udaya) ditya"

Hi ha unes quantes teories sobre els orígens dels huns blancs, amb les teories turques i "Indoeuropees iràniques" com les més prominents.
Durant molts anys, els historiadors van suggerir que eren d'origen turc, i sembla probable que com a mínim alguns grups entre els heftalites fossin parlants de llengües turqueses. El 1959, Kazuo Enoki proposava que fossin probablement indoiranians orientals, ja que algunes fonts indicaven que eren originalment de Tokharistan, que se sap que havia estat habitada per gent indoiraniana en l'antiguitat. Richard Frye accepta cautelosament la hipòtesi d'Enoki, mentre que alhora accentua que els heftalites "eren probablement una multitud mixta". Més recentment, Xavier Tremblay detallava que l'examen d'antropònims heftalites que sobreviuen ha indicat que la hipòtesi d'Enoki que eren iranians orientals podria ben bé ser correcta, però la matèria roman pendent en cercle acadèmics.

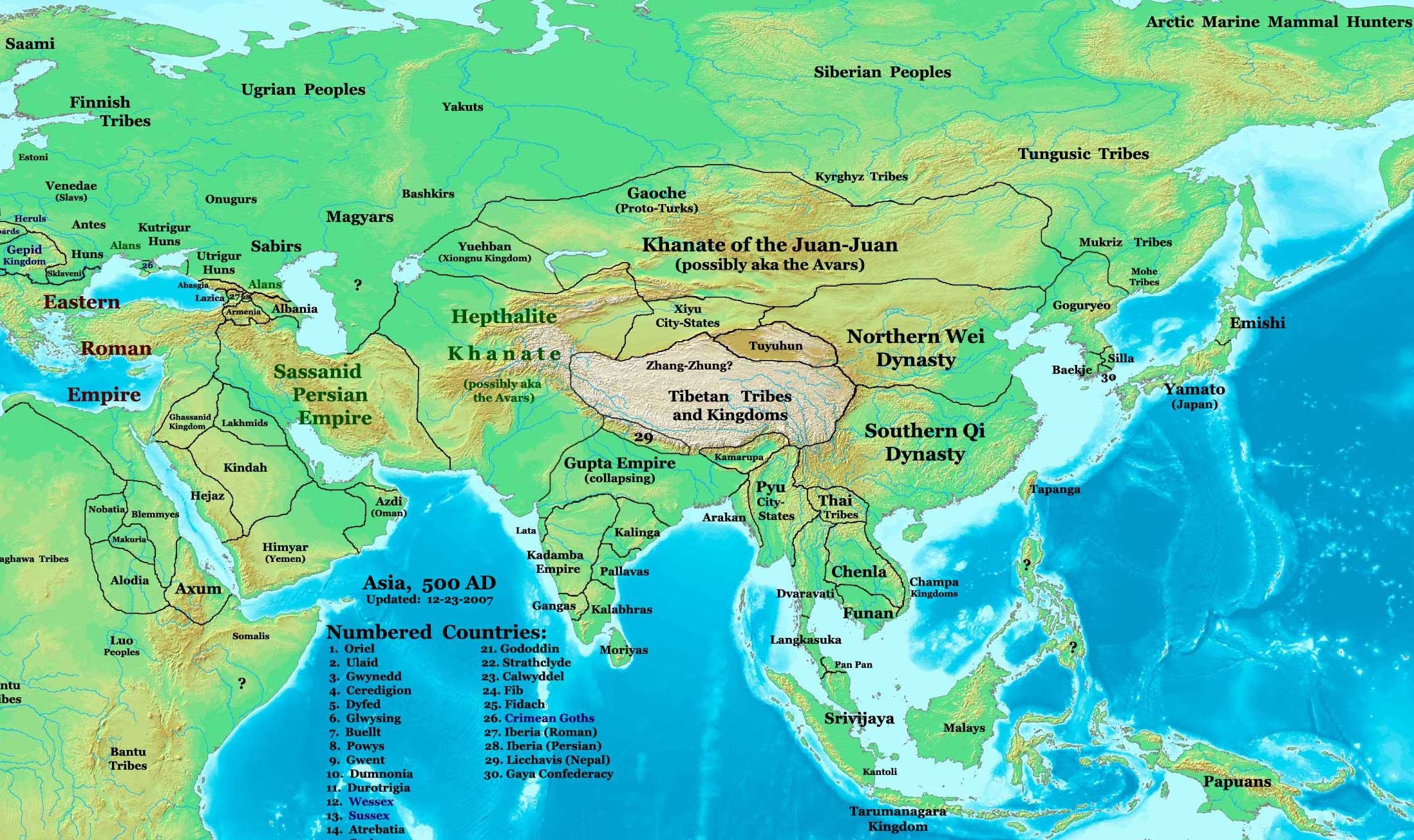
Àsia el 500 mostrant el kanat heftalita en la seva màxima extensió

Segons l'Encyclopaedia Iranica i l'Enciclopèdia de l'Islam, els heftalites possiblement es van originar en el que era en el seu temps l'Iran del nord-est i l'Índia nord-occidental. Aparentment, no tenien connexió directa amb els huns europeus, excepte que casualment es van relacionar amb el seu moviment. És notable que les tribus en qüestió deliberadament s'anomenessin huns per espantar els seus enemics. (.)
Alguns huns blancs poden haver estat una tribu prominent o clan del khionites. Segons Richard Nelson Frye: "Com posteriors imperis nòmades, podem intentar proposar que els grups dirigents dels invasors eren, o almenys incloïen, tribus de llengua turca de l'est i del nord. Però, molt probablement, el gruix del poble de la confederació dels khionistes i després dels heftalites parlaven una llengua iraniana… fou la darrera vegada en la història de l'Àsia central que nòmades de llengua iraniana van tenir un paper; posteriorment els nòmades parlaven turc.

## Relació amb els huns europeus
L'historiador romà d'Orient de segle vi Procopi de Caesarea (Llibre I, cap. 3), els relaciona amb els huns d'Europa:
| « | Els eftalites huns, que són anomenats "huns blancs" […] Els eftalites (ephtalitae) són de l'ètnia dels huns, segons es veu pel seu nom, però de fet no s'assemblen a cap dels huns coneguts per nosaltres ni ocupen terres veïnes o bastant properes a les d'aquestos; el seu territori es troba immediatament al nord de Pèrsia […] No són nòmades com els altres pobles húnics, i des de fa força temps estan establerts en bones terres. | » |

Procopi afirma que els huns blancs vivien en un territori pròsper, i que eren els únics huns amb pell blanca. Segons ell, no vivien com nòmades, admetien un rei únic, observaven una constitució ben regulada, i es comportaven de manera justa cap als estats veïns. També descriu l'enterrament dels seus nobles dins tumuli, acompanyat pels seus associats més propers. Aquesta pràctica contrasta amb l'evidència d'incineració entre el khionites en Ammià Marcel·lí i amb restes trobades per arqueòlegs recercant sobre els huns europeus, i roman en alguns dipòsits atribuïts al khionites a l'Àsia central. Els historiadors creuen que els heftalites constituïen una segona onada "húnica" que es va introduir per Bactriana a l'inici del segle v, i que sembla que va expulsar els kidarites cap a Gandhara.
Les escriptures antigues recentment descobertes, trobades a l'Afganistan, mostren que l'iranià mitjà de Bactriana escrit en alfabet grec no fou portat allà pels heftalites, sinó que era ja present dels temps dels kuixan com la llengua tradicional d'administració en aquesta regió. Hi ha també evidència de l'ús d'una llengua turquesa sota els huns blancs. Els documents bactrians també testifiquen uns quants títols reials turcs (com gran kan), indicant una influència important de gent turca entre els huns blancs, encara que aquesta també podria ser explicada per infiltracions turques posterior al sud de l'Oxus.
Segons Simokattes, els khionites s'uniren amb els heftalites com els "(Wusun) voltors baixen cap a la gent", al voltant del 460.
Els historiadors creuen que el nom hun fou utilitzat per a denotar confederacions nòmades molt diferents. Cronistes xinesos antics, així com Procopi, escrivien diverses teories sobre els orígens del poble:
- Eren descendents de les tribus de yuezhi o tocaris, que van romandre després que la resta de la gent fugís dels Xiongnu;
- Eren descendents dels Kangju;
- Eren una branca dels Tiele; o
- Eren una branca dels Uar.

## Història

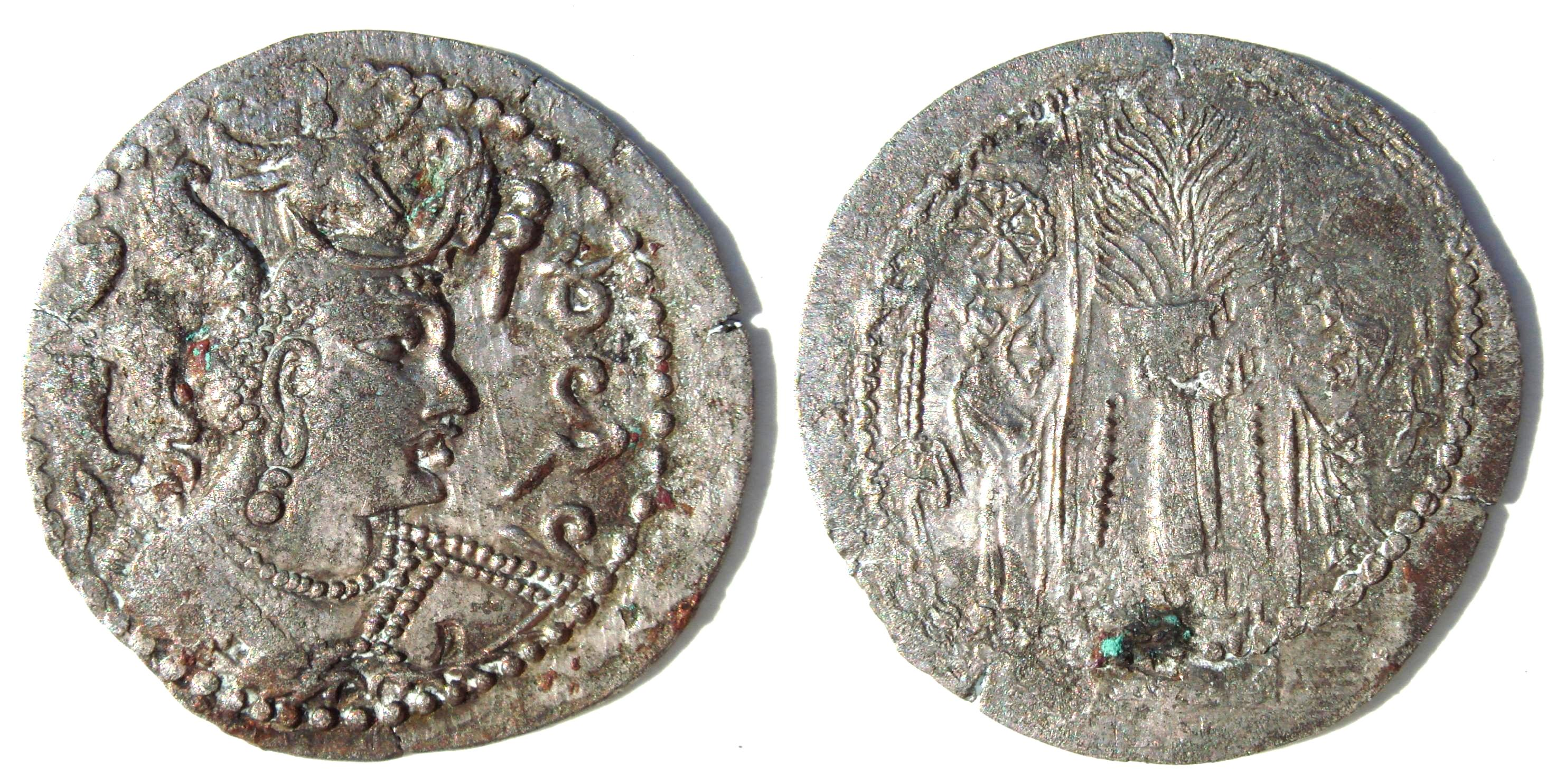
Dracma del rei indoheftalita Napki Malka, Afganistan/Gandhara, vers 475-576

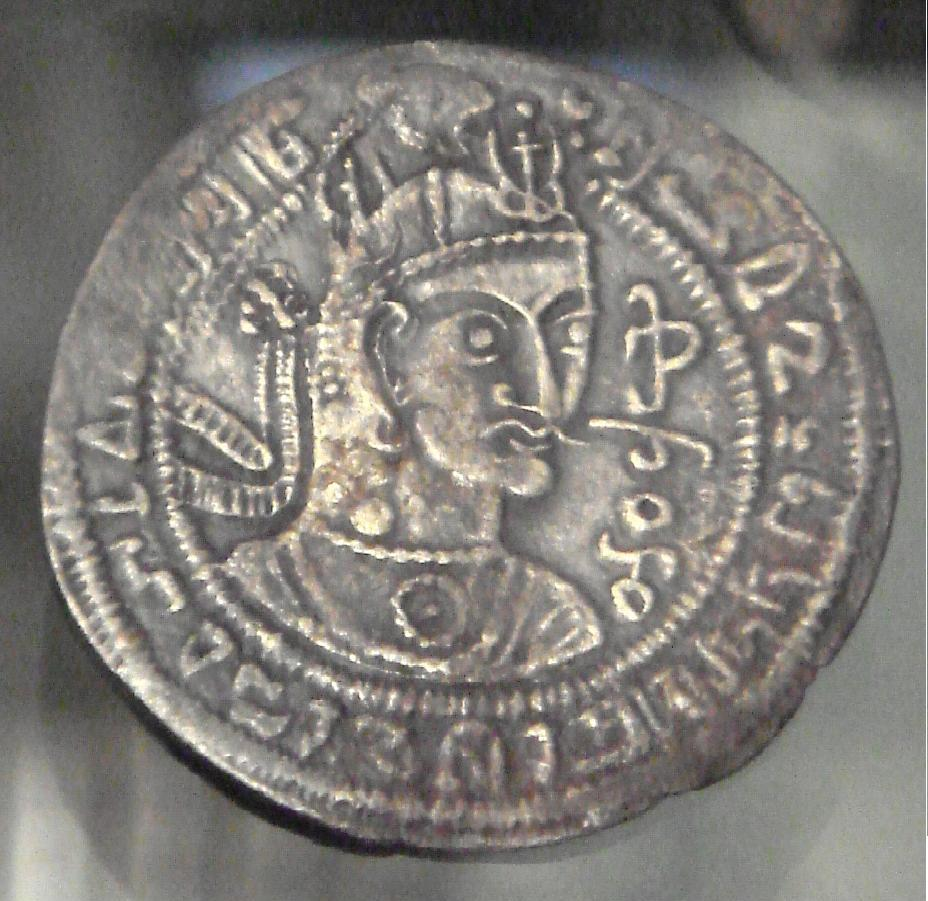
Governant Hephthalite.

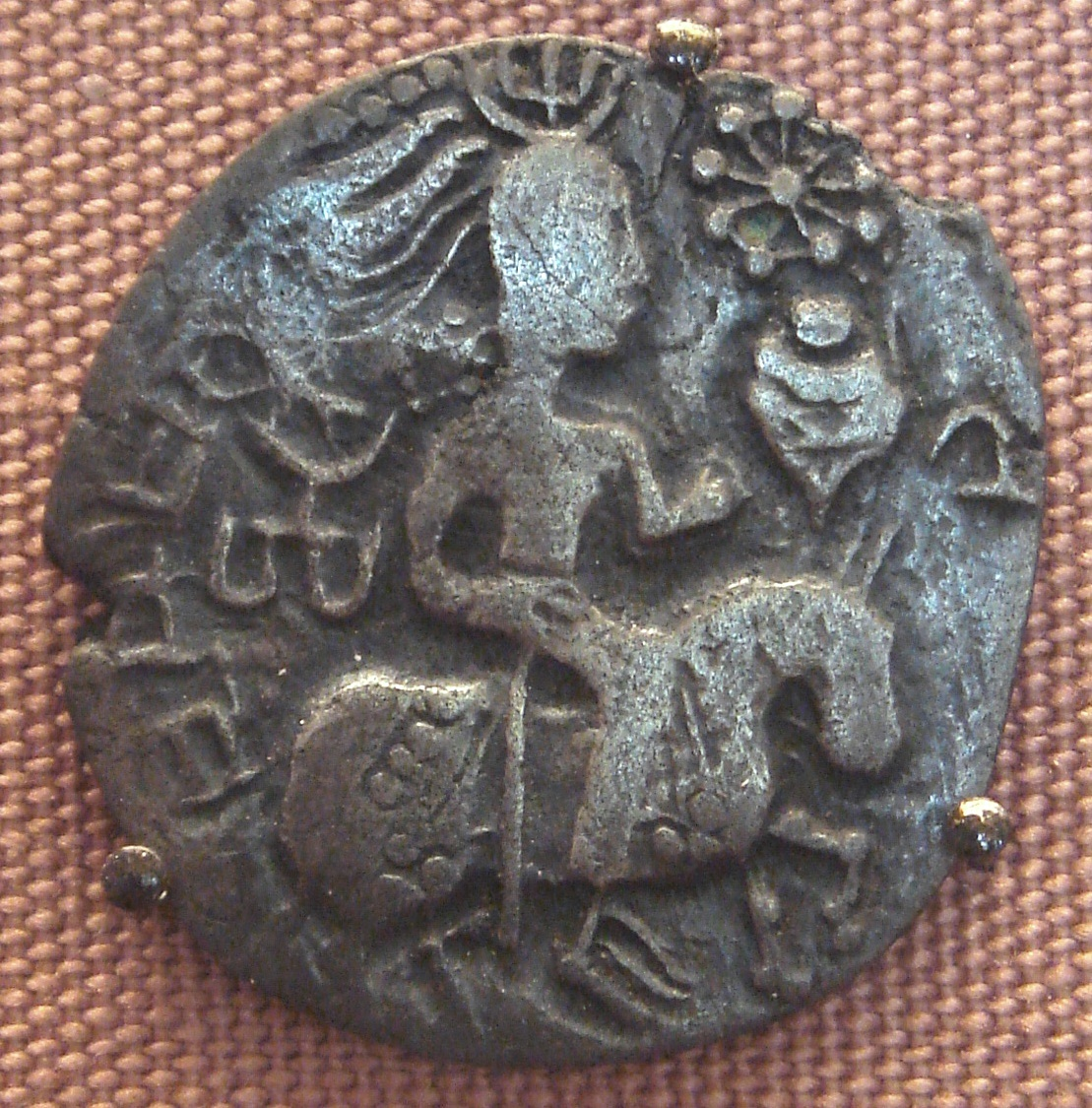
Moneda heftalita de plata imitant els cavalls de l'Imperi Gupta, segle V

Foren esmentats per primer cop pels xinesos, que els descrivien com vivint a Jungària al voltant del 125. Les cròniques xineses manifesten que eren originàriament una tribu dels Yuezhi, vivint al nord de la gran Muralla, i subjectes als Rouran (Jwen-Jwen, o sigui, Joan-Joan), com estaven algunes poblacions turques a l'època. El seu nom original era Hoa o Hoa-tun; posteriorment s'anomenaven Ye-tha-i-li-to (厌带夷栗陁, o més breument Ye-tha 嚈噠), agafat de la seva família reial, que descendia d'una de les cinc famílies Yuezhi, que també incloïen els kuixan.
Al començament del segle v, encara eren una horda secundària vassalla dels juanjuan, però a poc a poc van començar a agafar importància, estenent-se cap a l'oest mentre per l'est arribaven fins prop de Qarashahr i controlaven la conca de l'Ili fins a l'Issiq-kul, les estepes de Txou (Tchou) i de Talas, fins al Sirdarià i la mar d'Aral. Segurament, la seva residència fou propera a Talas (Aulie-Ata).
Desplaçaren els escites i conqueriren Sogdiana i Khorasan abans del 425. Vers el 440, ja havien ocupat Sogdiana i Transoxiana i probablement Balkh o Bactriana (Tokharistan). Alguns orientalistes suposen que es van instal·lar a Bactriana durant el regnat del persa Bahram V Gor (420-438), i fins i tot haurien atacat el gran Khorasan, però foren rebutjats pels perses en la Batalla de Kusmehan, prop de Merw; d'altres, però, pensen que en aquesta època els que van atacar Pèrsia foren una altra horda turca, els khionites.
En tot cas, van acabar creuant el Sirdarià (Iaxartes) i van envair terres perses. A Pèrsia foren acollits inicialment per Bahram Gur. El rei sassànida, Firuz o Peroz I (457-484), va pujar al tron amb suport heftalita, però al final del seu regnat va començar a lluitar contra ells i els sassànides van atacar sense èxit els heftalites (l'exèrcit persa es va perdre pel desert oriental l'any 484, i quedà dissolt), els quals en revenja van assolar el Khorasan i van derrotar els perses en la Batalla d'Herat, en què el rei persa va morir. Vers el 485, els heftalites reeixiren a fer de Pèrsia un estat tributari. Estaven dirigits pel kan Akhshunwar, nom que seria una deformació del títol reial sogdià de khshevan ('rei'). Després de la victòria, els heftalites van ocupar el Talekan (a l'oest entre Balkh i Merw), Merw i Herat. El rei sassànida Cobades I (488-497), enderrocat, es va refugiar amb els heftalites i es va casar amb una neboda del seu kan, el qual li va donar un exèrcit per recuperar el poder. Cobades va recuperar el tron el 498 mercès als seus soldats heftalites.
Després d'una sèrie de guerres en el període 503-513, els heftalites foren expulsats de Pèrsia i completament derrotats el 557 per Còsroes I. El seu estat va caure sota control dels Göktürks i després dels turcs occidentals.
Els heftalites van avançar al sud, cap a la part de la vall de Kabul, on vers la meitat del segle v l'Imperi Kuixan havia estat substituïts per la dinastia yuezhi dels kidarites. Vers el 500, els heftalites ja dominaven Bactriana, Kabul i Kandahar i des d'allí es van llençar a la conquesta de l'Índia, que en gran part (Malwa, Gujarat i el nord del Deccan) estava governada per la dinastia gupta i havia arribat al seu zenit amb Kumaragupta (415-455) i el seu fill Escandaragupta (455-470). Es creu que entre el 450 i el 460 els heftalites ja havien fet una primera incursió al Panjab, que fou rebutjada pels gupta (els indis anomenaven els heftalites huna), i una segona incursió el 460 fou igualment rebutjada. L'Imperi gupta va entrar en decadència a la mort d'Escandaragupta (470) i després es va dividir en dues branques, l'una a Malwa amb Budagupta (476-494) i Banugupta (499-543), i una altra a Bihar i Bengala amb Puragupta i Narasimhagupta. En aquestes condicions, cal sospitar que els heftalites no van tardar a tornar a l'Índia i, abans del 502, un legin (cap secundari), probablement de Kabul, anomenat Toramana (?-502) va arribar fins a Malwa. El pes de la lluita per l'Índia degué recaure en el legin de Kabul, ja que el kan heftalita principal vivia gairebé sempre al Badakhxan. Així, els heftalites van dominar les regions de l'Afganistan i Pakistan actual, continuant profundament cap a l'Índia del nord i reeixiren a estendre el seu domini per incloure la regió de Panjab.
Toramana va tenir com a successor Mihirakula (vers 502-530), que tenia la seva residència a Xacala (Sialkot), al Panjab oriental. En aquest moment, a Kapisha i Gandhara s'havia establert un cap heftalita secundari (legin) però hereditari, que havia establert una dinastia (el 520, quan hi va ser Song Yun, regnava el segon legin). El legin de Gandhara va conquerir per aquesta mateixa època el Caixmir, i mentrestant va aturar les massacres de grecobudistes a Gandhara, però quan va tornar les va continuar. Mihirakula es va enfrontar amb un rei gupta identificat en les fonts com a Baladitiya, i que podria ser Narasimhagupta de Bihar i Bengala; el rei indi va recular inicialment, però en un inesperat contraatac va derrotar el legin heftalita i potser el va fer presoner. Fou la primera gran derrota heftalita contra els indis, però no la darrera.
Vers el 520, el gran kan heftalita va rebre el missioner xinès Song Yun, a la seva residència d'estiu al Badakhxan. Song Yun dona una descripció dels heftalites; diu que a la Bactriana la cultura grecobudista existent fou aniquilada, les poblacions massacrades, es va perseguir el budisme i els budistes destruint els monestirs i les obres d'art. A l'hivern del 520, Song Yun va visitar el legin de Gandhara, i considerà els heftalites de la zona com a nòmades purs, vivint al camp i no a les viles, i amb residència en un campament mòbil. Segons el testimoni de Hiuan-tsang, a Gandhara s'havia matat dos terços de la població originària i la resta havia estat reduïda a l'esclavatge, mentre que els monestirs i les estopes budistes havien estat destruïts.
Es creu que foren expulsats de l'Índia el 528 per una coalició que formaven l'emperador gupta Narasimhagupta i el rei Yashodharman de Malwa. Vers el 530, el rajà de Mandasor a Malwa, Yashosdharman, en unes inscripcions, es vantà d'haver derrotat els "huna" i d'haver obligat Mihirakula a retre-li homenatge. Mihirakula sembla que, derrotat o no, va poder tornar al seu domini a Bactriana i Caixmir, i va estar també a Gandhara, on per causes desconegudes va exercir cruels represàlies, sobretot contra els budistes; els texts budistes només diuen que com a càstig va tenir una mort horrible.
A la segona meitat del segle vi, Istami, yabghu dels turcs occidentals, va arribar a Talas, i va xocar amb els heftalites. Istami (Sindjibu en les fonts àrabs i romanes d'Orient) es va aliar als perses, governats llavors per Còsroes I Anushirwan. Una filla d'Istami es va casar amb Còsroes. A partir del 565 els heftalites, amenaçats al nord pels turcs, i a l'oest pels perses, van cedir terreny. Firdawsi dona al kan heftalita derrotat el nom de Ghatfar (al-Tabari diu Wazar o Waraz. Una teoria diu que després de la derrota es van dividir, i que una part va fugir a Occident, on van ser coneguts com els àvars (de uarkhonites o varkhonites) i la resta a l'Índia. Els turcs van ocupar Sogdiana i Pèrsia la Bactriana (que al cap de tres anys també va passar als turcs). Al mateix temps, a la zona de Kabul apareix en unes inscripcions i algunes monedes (possiblement encunyades a Andarab) un rei enigmàtic de nom npky MLK, que no se sap si era un rei del Zabulistan o es tracta del mateix regne heftalita (centrat a Bactriana).
Encara van amenaçar per un temps el Panjab. A la segona meitat del segle vi, el maharaja de Thaneswar Prabhakara (mort el 605) va derrotar els heftalites, i el 605 el seu fill Padjyavardhana encara els combatia. El seu successor Harsha Shiladitya (606-647) fou encara celebrat pels poetes per les seves victòries sobre els huna. Però a la primera meitat del segle vii van desaparèixer i les seves bandes o bé foren exterminades per les repetides lluites o foren absorbides per la població del Panjab. És possible que alguns clans heftalites s'haguessin integrat en l'aristocràcia índia.

## Sota el domini àrab
Els hefatlites que vivien a Herat van participar en la resistència contra Abd Allah ibn Amir al Kuhistan (651). Els heftalites són esmentats en les lluites de la revolta al Khurasan de Musa ibn Abd Allah ibn Khazim fins al 704. Badghis era la capital dels hayatila i aquestos participaven en les guerres del senyor local Tarkhan Nizak contra el governador àrab, especialment contra Kutayba ibn Muslim; la seva capital anterior hauria estat Kunduz.

## Llengua
La tesi d'un dialecte iranià, basada en les inscripcions en algunes monedes, està desacreditada per la troballa d'inscripcions que permeten establir que aquestes inscripcions corresponen al dialecte local de Bactriana i no a la llengua dels hefatlites. La tesi d'una llengua turquesa de Minorsky és la més generalment acceptada.

## Societat
Una font xinesa, el Chou Shu, indica que practicaven la poliàndria. Un plat de plata inclou una imatge de l'equipament militar dels huns orientals (probablement kidarites) amb una espasa recta i un arc.

## Religió
Segons Song Yun, el monjo budista xinès que visitava el territori heftalita el 540, «va proporcionar un relat acurat de la gent, la seva roba, les emperadrius i procediments de la cort i tradicions de la gent, i manifesta que els heftalites no reconeixien la religió budista i predicaven pseudodéus, i mataven animals per a la seva carn». S'informa que els heftalites sovint destruïen monestirs budistes, però eren reconstruïts per d'altres. Segons Xuanzang, el tercer pelegrí xinès que va visitar les mateixes àrees que Song Yun al voltant de 100 anys després, la capital de Chaghaniyan tenia cinc monestirs.
"En el domini heftalita, el budisme era predominant, però hi havia també un sediment religiós de zoroastrisme, maniqueisme i nestorianisme." Balkh tenia uns 100 monestirs budistes i 3.000 monjos. A fora de la ciutat, hi havia un gran monestir budista, més tard conegut com a Nava Vihara o Naubahar. Termez tenia 10 sangharamas (monestirs) i potser 1.000 monjos.

## Huns blancs a l'Àsia del Sud

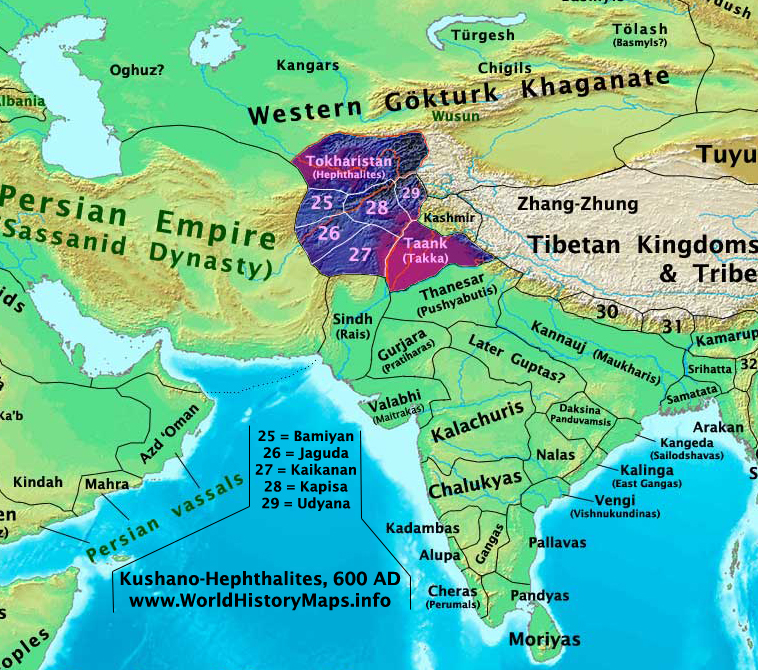
Regnes successors dels heftalites vers el 600

Al nord-oest del subcontinent indi, els heftalites no es distingien dels seus predecessors immediats, els khionites, i foren coneguts pel mateix nom com huna (en sànscrit, sveta-hna, 'huns blancs'). Els huna ja s'havien establert a l'Afganistan i a la moderna Província de la Frontera del Nord-oest a l'actual Pakistan, prop de la primera part del segle v, i l'emperador gupta Skandagupta havia repel·lit una invasió hūna el 455 abans de l'arribada del clan heftalita.
Els heftalites tenien la seva capital a Badian, la moderna Kunduz, però l'emperador vivia a la capital només els tres mesos d'hivern, i pel que fa a la resta de l'any, la seu governamental es mouria d'una localitat a una altra com un campament. Els heftalites continuaren la pressió sobre la frontera nord-oest de l'Índia antiga, que van trencar al final del segle v, accelerant la desintegració de l'Imperi gupta. Van establir la capital a la ciutat de Sakala, Sialkot al modern Pakistan, sota el seu emperador Mihirakula. Foren expulsats de l'Índia el 528 per una coalició que constava de l'emperador gupta Narasimhagupta i del rei indi Yashodharman de Malwa.
Després del segle v, poc s'enregistra a Índia antiga sobre els heftalites, i la seva sort és incerta.

## Descendents
L'últim rei heftalita, Yudhishthira, va regnar fins a aproximadament el 670, quan es va establir la dinastia Shahi de Kabul (Indushàhides o Kabulshàhides).
Els heftalites, es considera que estan entre els avantpassats dels paixtus moderns i en particular de la tribu paixtu dels abdali o durrani. Segons el professor Yu. V. Gankovsky:
| « | "Els paixtu van començar com una unió de grans tribus iranianes orientals, que formaren l'estrat ètnic inicial de l'etnogènesi dels paixtu cap a la meitat del primer mil·lenni, unió que estaria connectada amb la dissolució de la confederació dels heftalites (huns blancs) […] En la contribució dels heftalites en aquesta etnogènesi dels paixtu es troben evidències en els etònims de la principal tribu paixtu, els abdali (Durrani després de 1747), associats amb el nom ètnic dels heftalites — Abdal. Els Siah-posh, els kafirs (nuristanis) de l'Hindu Kush, eren anomenats tots paixtu pel nom general d'Abdal fins a l'inici del segle xix." | » |

Els heftalites també podrien haver estat avantpassats de la tribu Abdal, que s'ha assimilat als turkmens i kazakhs. A l'Índia septentrional i al Pakistan, els rajputs es van formar com a resultat de fusió dels heftalites amb el gurjars.